# إنديوم
الإنديوم  (Indium) عنصر كيميائي له الرمز الكيميائي In العدد الذري 49 في الجدول الدوري.

## الأكتشاف
الإنديوم اكتشفت من قبل الرايخ فرديناند ريتش و هيرونيموس ثيودور ريتشتر في عام 1863 في ألمانيا

## اصل الأسم
أصل الاسم مشتق من الكلمة indicum و معناها لون نيلي وهو اللون الذي يظهر في السبكتروسكوب و الإنديوم هو عنصر فلزي نادر ولين جدا وفضي اللون، وهو مستقر في الهواء و الماء ، وهو يذوب في الحموض . و يوجد الإنديوم في بعض خامات الخارصين ، و يستعمل في تغطية الموصلات ذات السرعات العالية وكذلك كسبيكة تخفض من درجة انصهار بعض الفلزات الأخرى . الكميات القليلة منه تستعمل في صناعة معدات الأسنان و كذلك في أشباه الموصلات .